# Uran-14
L       e Uran-14 est un drone terrestre russe utilisé comme un char de génie militaire,,,. Son rôle principal est d'éteindre les incendies en zone de conflit ou difficile d'accès pour les humains (incendie chimique...). Il peut également servir de véhicule de reconnaissance, de véhicule de déminage et de bulldozer. 

## Historique
Il a été testé pour la première fois en 2014 et dévoilé au public lors du Forum militaro-technique international "Armée 2015" (en) et les premiers exemplaires ont commencé à être livrés la même année. En 2020, il est indiqué que chaque régiment du génie emploiera le Uran-14.

## Opérateur
- Russie

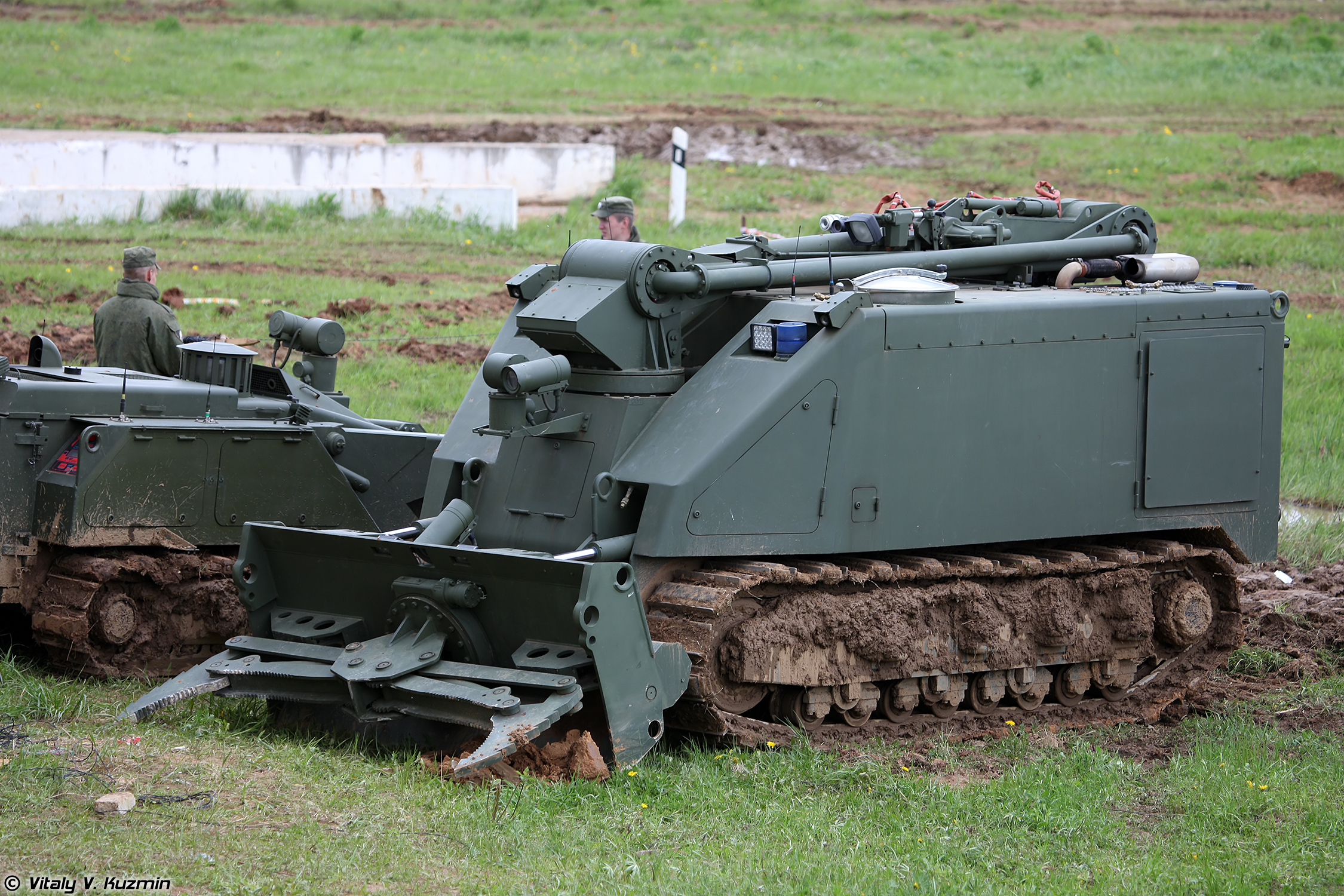
Un Uran-14 présenté en 2017.
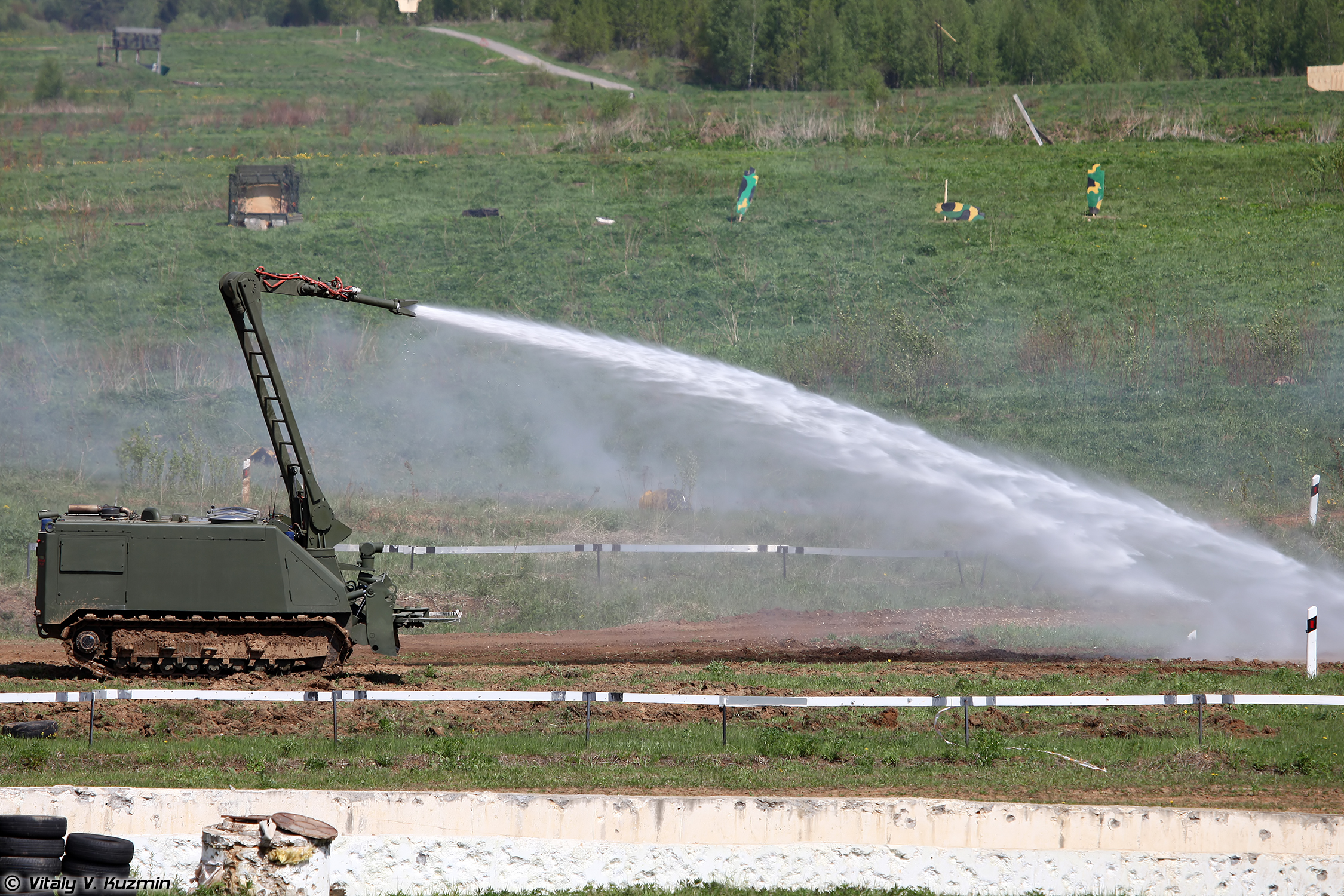
Démonstration d'un Uran-14 en fonctionnement en 2017.
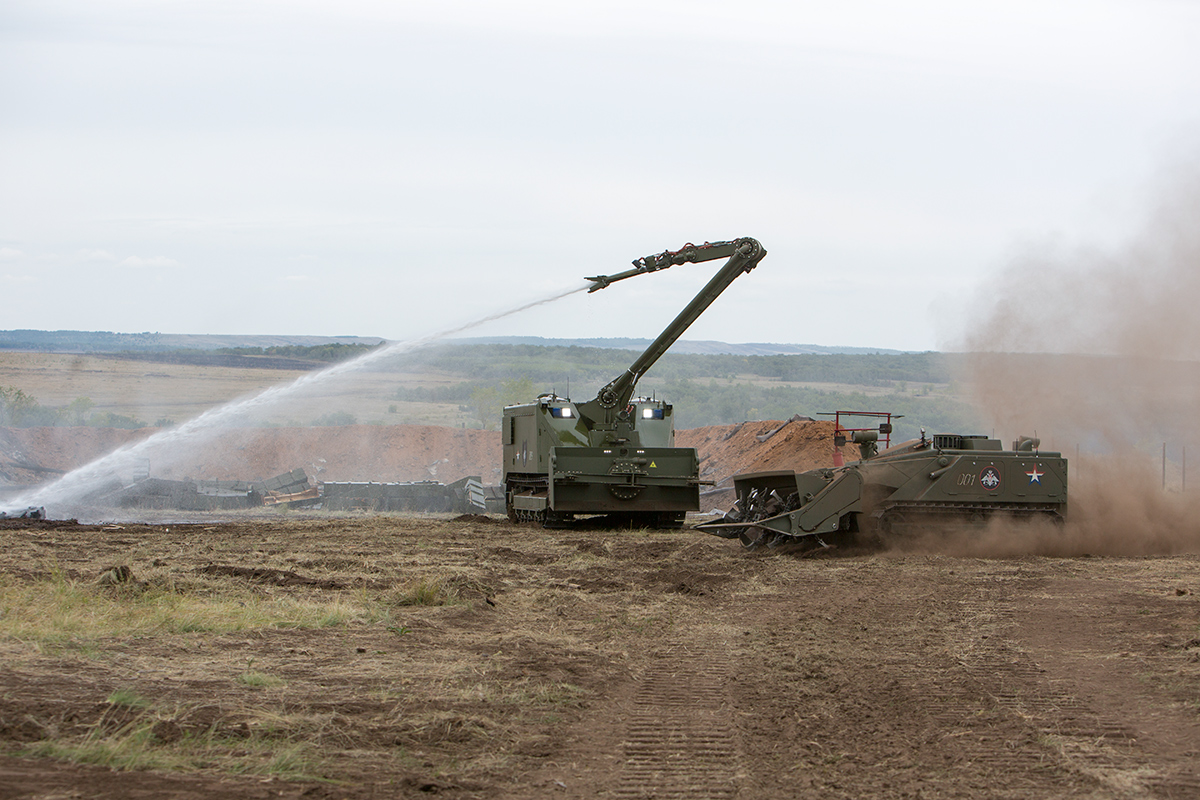
Lance à incendies du Uran-14
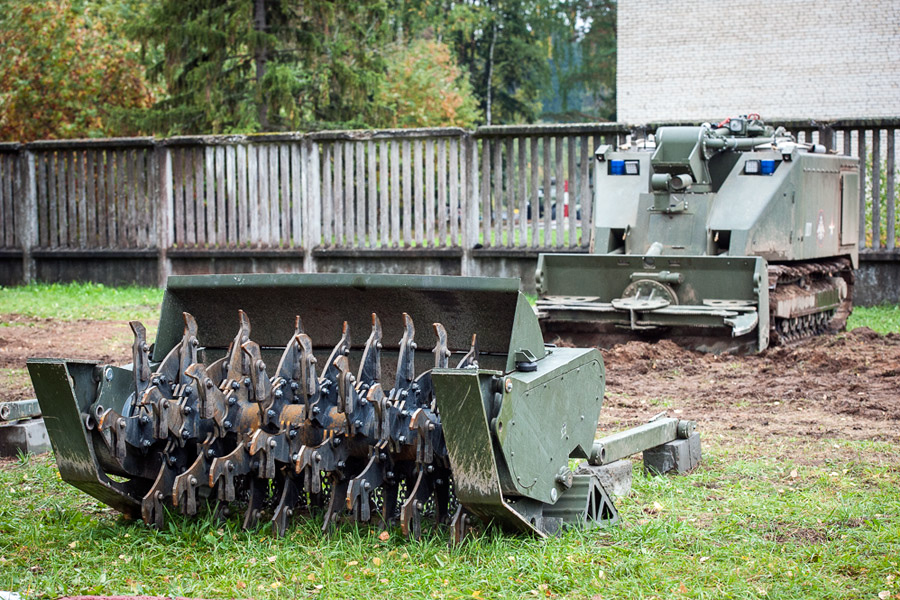
Fléau de mines du Uran-14